# Stenellipsis grata
Stenellipsis grata là một loài bọ cánh cứng trong họ Cerambycidae.